# Helgi Ziska
Helgi Dam Ziska (* 27. Juli 1990 in Tórshavn, Färöer) ist ein färöischer Schachspieler. Er ist der zurzeit beste Schachspieler der Färöerinseln.

## Leben
|   | a | b | c | d | e | f | g | h |   |
| 8 |   |   |   |   |   |   |   |   | 8 |
| 7 |   |   |   |   |   |   |   |   | 7 |
| 6 |   |   |   |   |   |   |   |   | 6 |
| 5 |   |   |   |   |   |   |   |   | 5 |
| 4 |   |   |   |   |   |   |   |   | 4 |
| 3 |   |   |   |   |   |   |   |   | 3 |
| 2 |   |   |   |   |   |   |   |   | 2 |
| 1 |   |   |   |   |   |   |   |   | 1 |
|   | a | b | c | d | e | f | g | h |   |

Stellung nach 19. … Lh4–e7
Ziska wurde in seiner Altersklasse 2004 Färöermeister und im Februar 2006 Nordeuropameister. Er ist damit der erste Färinger, der auf der Ebene der Nordischen Länder eine Goldmedaille im Schach gewonnen hat.
Beim Schach-Open in Reykjavík 2006 gewann Ziska eine Partie gegen den niederländischen Großmeister und ehemaligen Weltmeister-Kandidaten Jan Timman. Timman war die Nummer 4 der Setzliste, Ziska mit seiner Elo-Zahl von 2286 war 53. der Startrangliste. Das Kuriose: Timman, damals mit einer Elo-Zahl von 2630 der klare Favorit, gab nach dem 20. Zug auf, obwohl er eine Gewinnstellung hatte. In der abgebildeten Diagrammstellung nahm Ziska (Weiß) mit seinem Springer den Bauern auf f7 und droht mit einem Abzugsschach des Läufers auf c4. Warum Timman aufgab ist nicht ersichtlich, er konnte seinerseits mit 20. … Le7xa3 Ziskas Dame schlagen und verbleibt nach 21. Sf7xe5+ Dc6xc4 in der Endabrechnung mit einer Figur mehr. Ob Timman nach 20. … Le7xa3 21. Td1–d8+ in Schachblindheit den Rückzug (und einzigen Zug) La3–f8 übersehen hat, ist nicht zu entscheiden.
Im Jahr 2007 wurde Ziska Internationaler Meister. Die erforderlichen IM-Normen erfüllte er im Juli 2005 beim Politiken Cup in Taastrup, im März 2006 beim Reykjavík Open und im Juni 2006 beim Hogeschool Zeeland in Vlissingen. Großmeister ist er seit März 2017.
Am 30. Dezember 2006 wurde er von den Hörern des färöischen Radios (Útvarp Føroya) zum Sportler des Jahres 2006 gewählt (vor Heidi Andreasen und Elspa Mørkøre).
2016 gewann er das 2. Zonenturnier der kleinen Nationen in Luxemburg. Diesen Erfolg wiederholte er bei der dritten Auflage dieses Turniers im April 2018 in Klaksvík.

## Mannschaftsschach
Mit der Mannschaft der Färöer nahm Ziska an den Schacholympiaden 2006, 2008, 2010, 2012, 2014 und 2016 sowie der Mannschaftseuropameisterschaft 2015 teil. In der dänischen Skakligaen spielte er in den Saisons 2006/07 und 2008/09 beim Meister Helsinge Skakklub, von 2015 bis 2017 spielte er für den Charlottenlunder Verein Philidor, mit dem er in den Saisons 2015/16 und 2016/17 Meister wurde. In der britischen Four Nations Chess League spielte er in der Saison 2012/13 für Jutes of Kent und in der Saison 2013/14 für Cheddleton.